# Gebhard Leberecht von Blücher

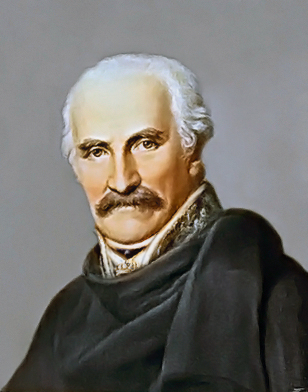
Gebhard Leberecht von Blücher

Gebhard Leberecht von Blücher (n. 16 decembrie 1742 - d. 12 septembrie 1819) a fost un conte, prinț, general și feldmareșal prusac.